# Vlagyimir Vlagyimirovics Vaszjutyin
Vlagyimir Vlagyimirovics Vaszjutyin (oroszul: Влaдимиp Bлaдимиpoвич Васютин) (Harkov, 1952. március 8. – Moszkva, 2002. július 19.) ukrán nemzetiségű szovjet űrhajós, altábornagy.

## Életpálya
A katonai Repülő Főiskolán végzett, Harkovban a hadsereg repülőtisztje volt, majd szakmai tapasztalatait felhasználva berepülőpilóta lett. 1976. augusztus 23-tól részesült űrhajóskiképzésben. 64 napot, 21 órát és 52 percet töltött a világűrben. 1986. február 25-én egészségi okok miatt köszönt el az űrhajósoktól. A Gagarin Repülő Akadémián mérnöki diplomát szerzett.

## Űrrepülések
- Szojuz T–7 tartalék parancsnoka volt,
- Szojuz T–10 tartalék parancsnoka volt,
- Szojuz T–12 tartalék parancsnoka volt,
- Szojuz T–14 parancsnokaként a szállítóűrhajóval érkezett a Szaljut–7 űrállomásra. Hat hónapra tervezett kutató programját nem tudta végrehajtani, mert beteg lett. Kettő hónap után visszatért a Földre.

## Külső hivatkozások
- German Szemjonovics Arzamazov. spacefacts.de. (Hozzáférés: 2012. április 10.)
- German Szemjonovics Arzamazov. astronautix.com. (Hozzáférés: 2012. április 10.)